# Khrechtchatyk
Khrechtchatyk (ukrainien : Хрещатик ; russe : Крещатик) est la principale rue de la ville de Kiev, dans le raïon de Chevtchenko en Ukraine.

## Situation et accès
Longue de 1 200 mètres, elle s'étend de la place de l'Europe (nord-est) à la place Bessarabska (sud-ouest). Elle passe par la place de l'Indépendance et est classée au registre national.

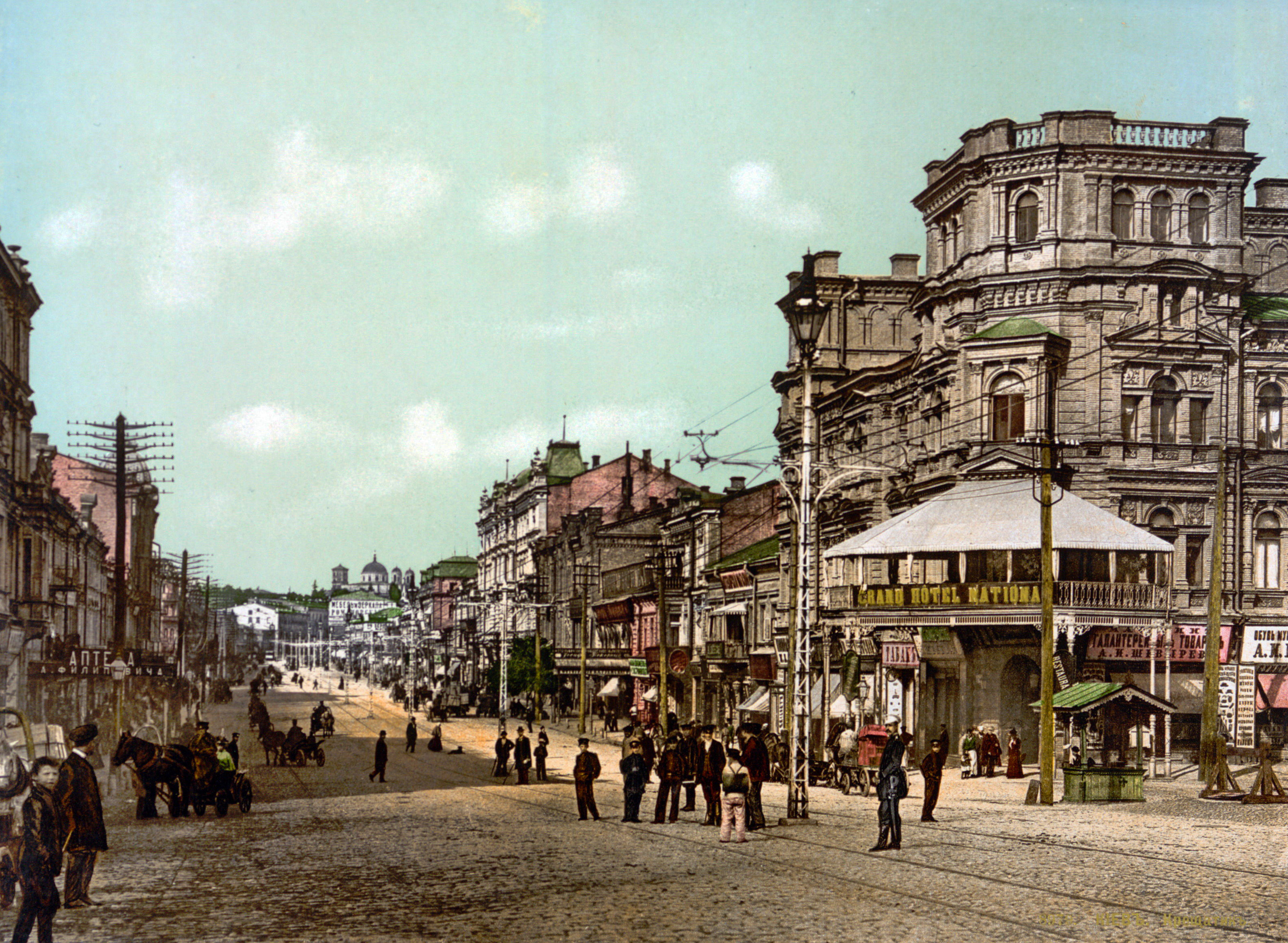
1899.
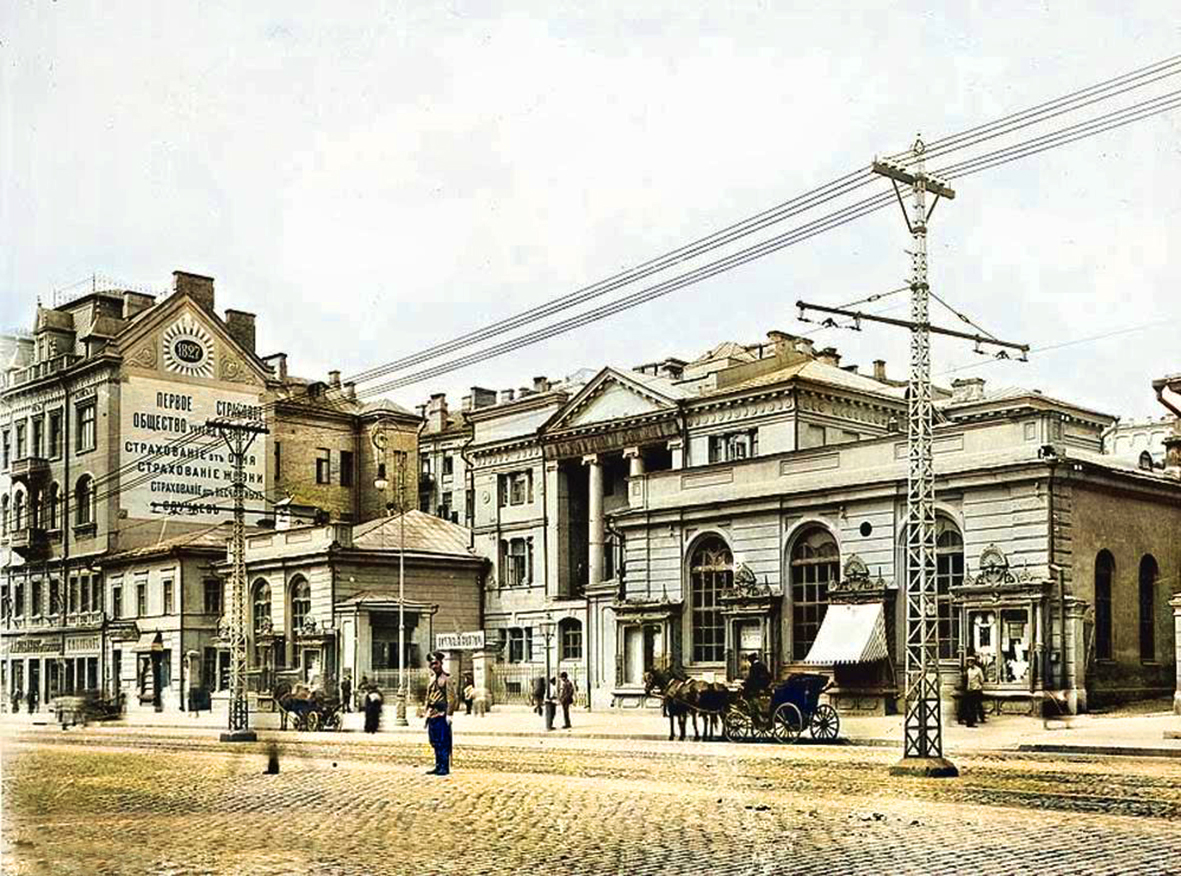
1900.
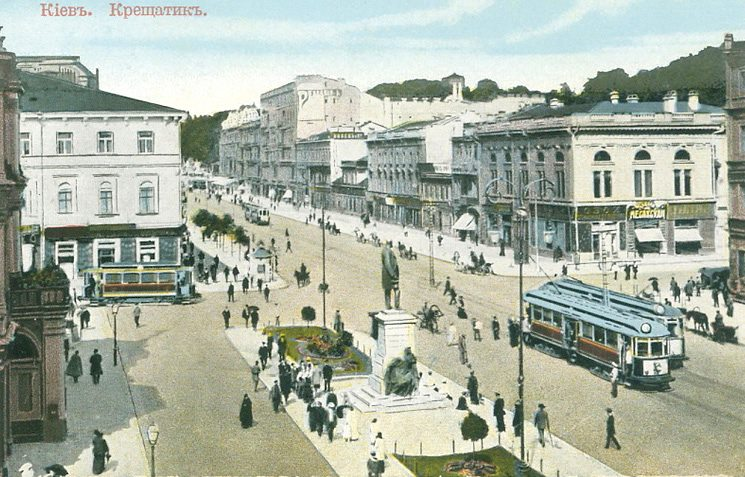
Vers 1913-1917.
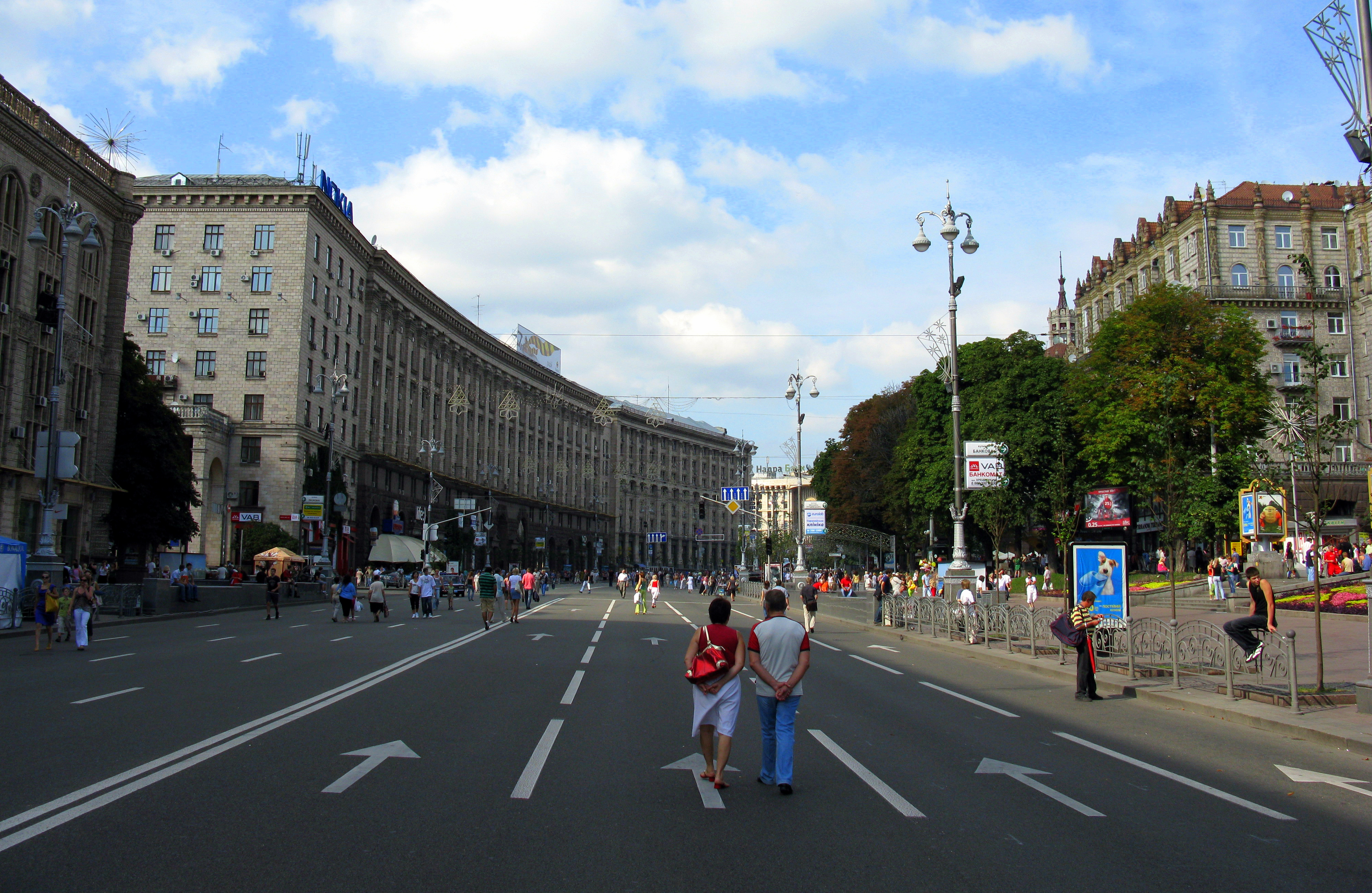
2008.
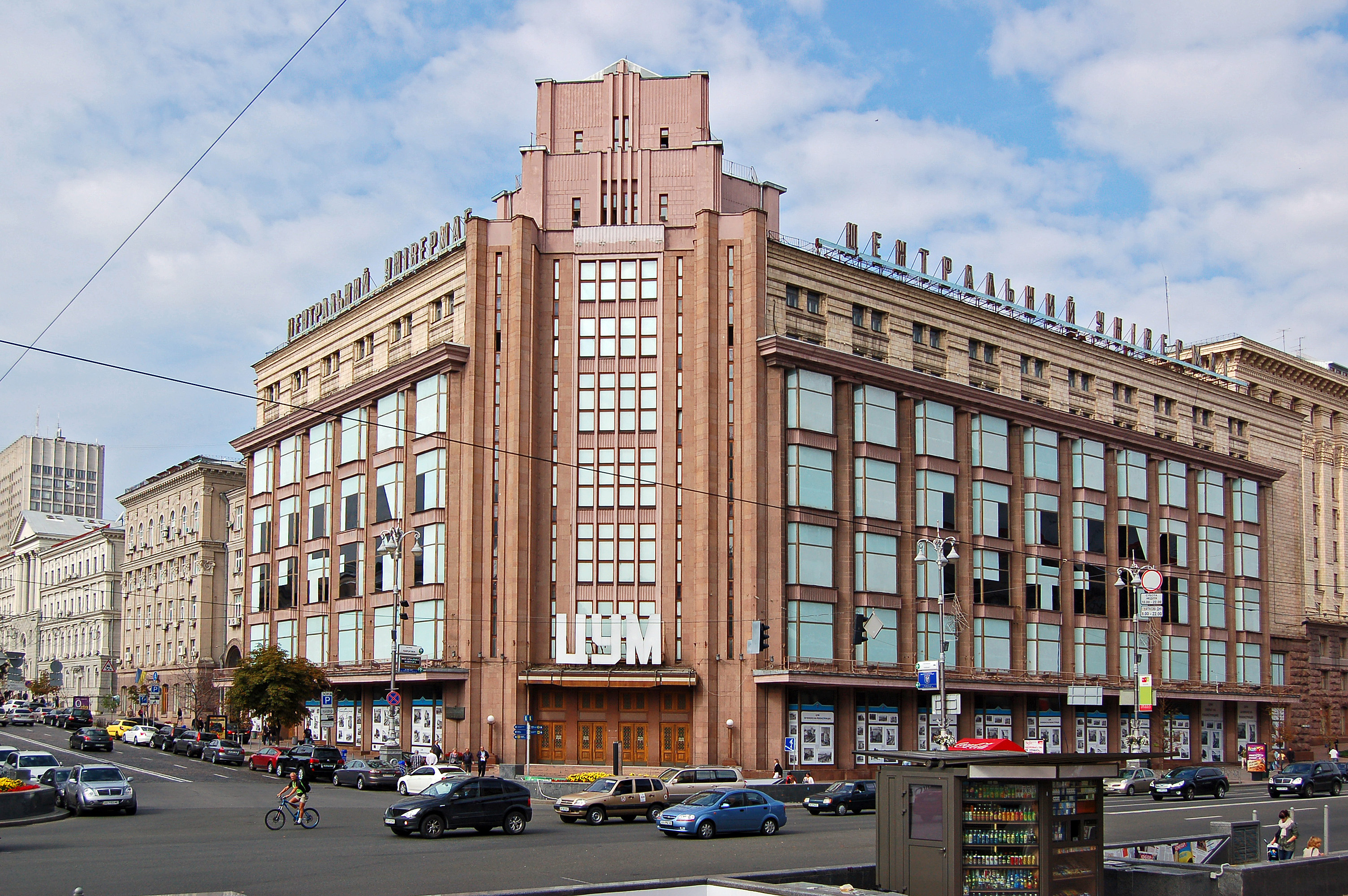
Magasin TSUM classé, 2012[3].
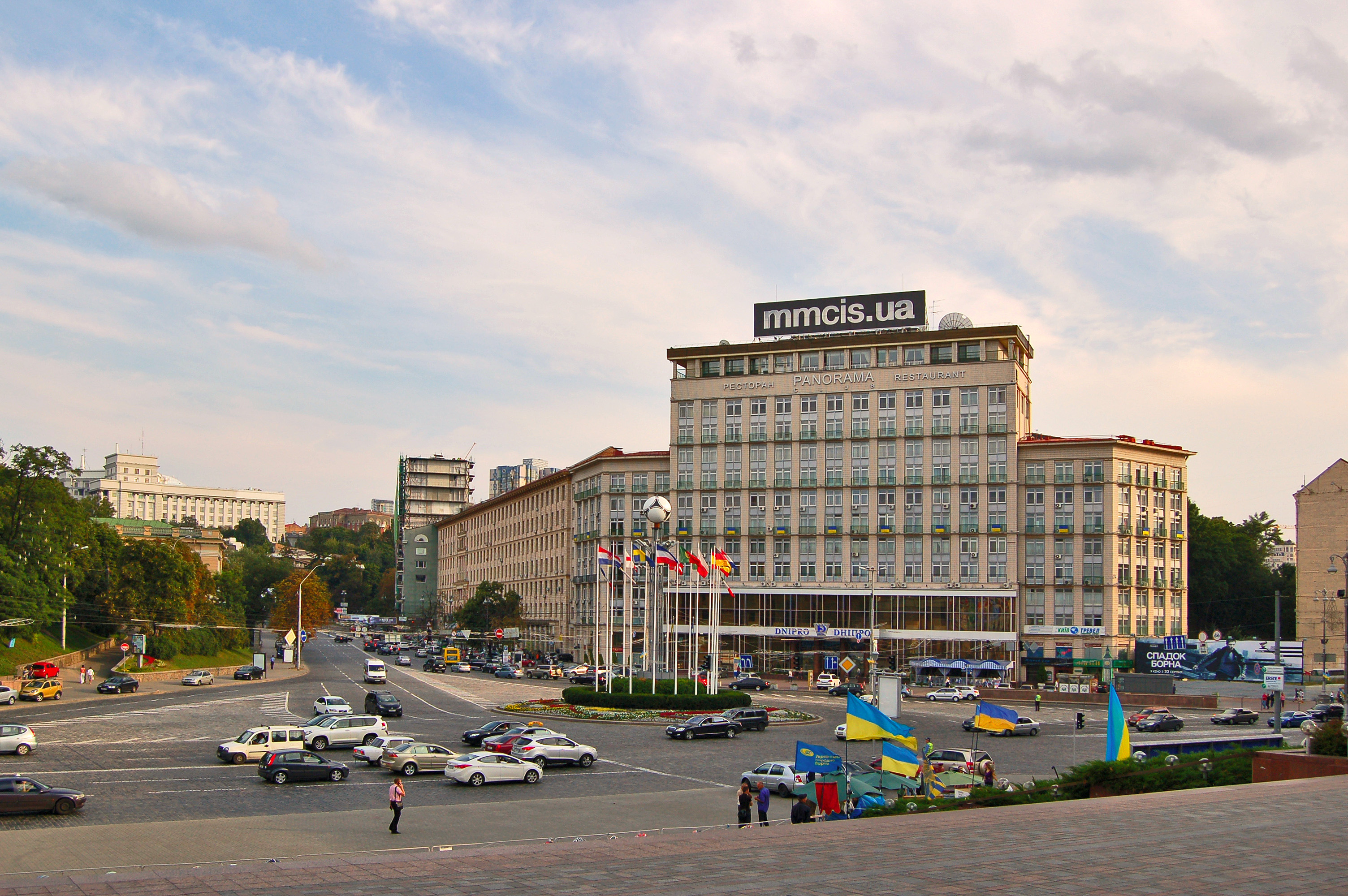
Place de l'Europe et hôtel Dnipro, 2012.
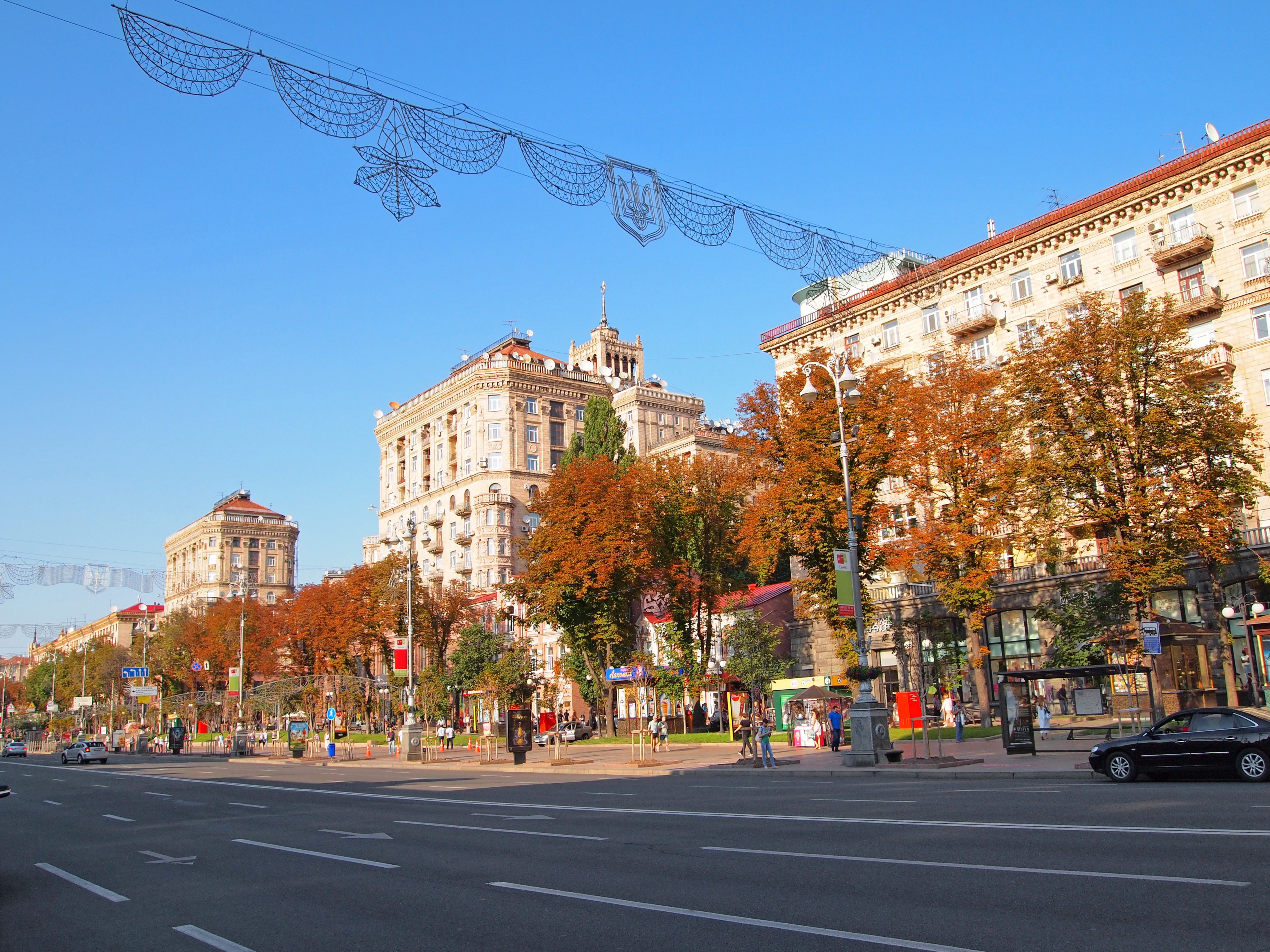
2013.
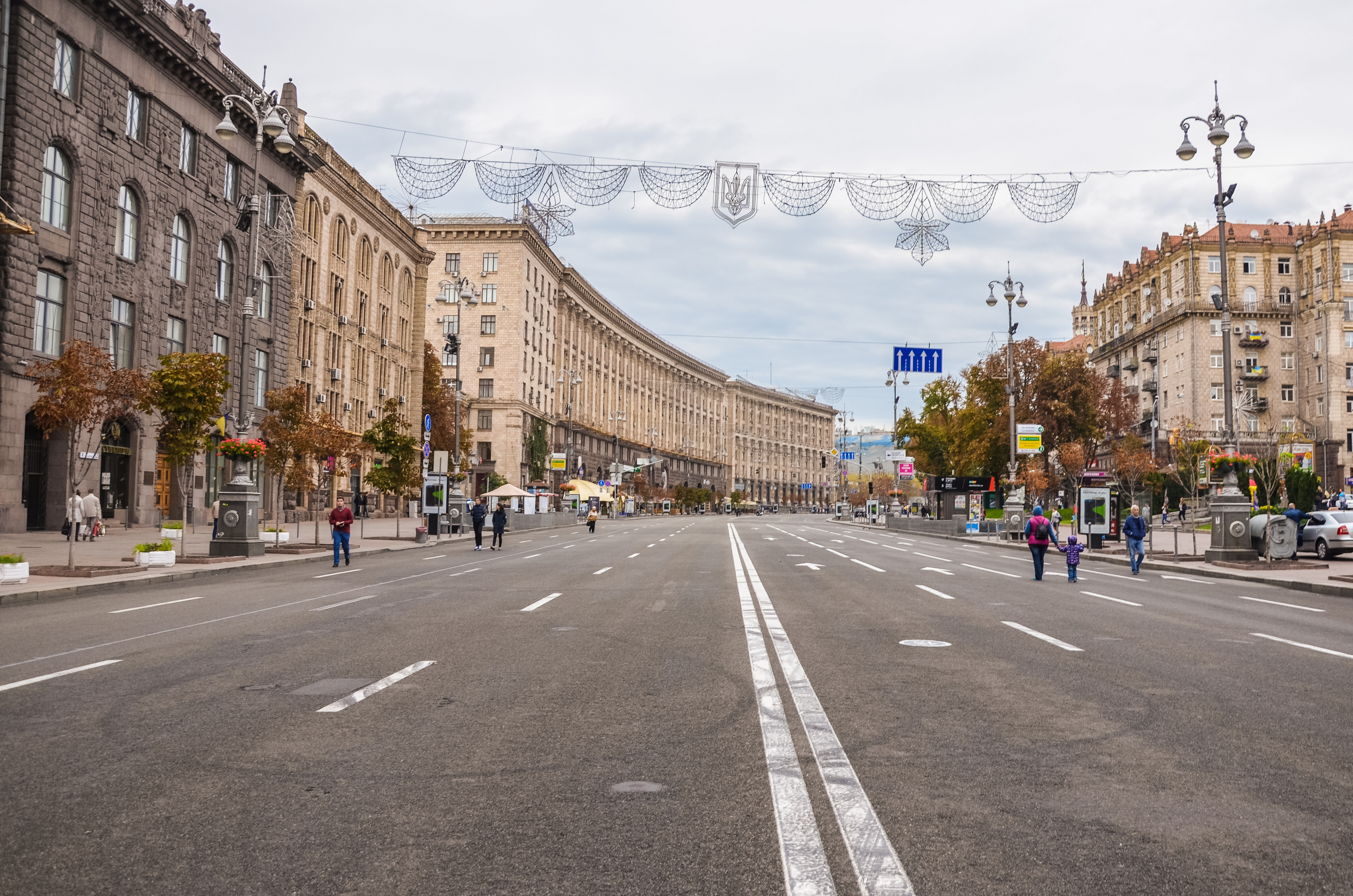
2015.

## Historique

### Urbanisation auXIXesiècle
En 1888, un Suisse originaire de Poschiavo fonde au no 15 le Café Semadeni, qui connut son heure de gloire.

### Révolution, guerre civile et entre-deux-guerres
La révolution russe, la guerre civile et l'occupation successive de Kiev par diverses factions laissent les bâtiments bordant la rue en piteux état.
Sous administration soviétique, la rue est rebaptisée « rue Vatslav Vorovsky (en) » entre 1923 et 1937.

### Guerre germano-soviétique
Le siège de la ville débute en août 1941. Khrechtchatyk, comme la plupart des rues, est bloquée par des barricades, des « hérissons » métalliques, des sacs de sable et des espaces équipés pour des mitrailleuses anti-aériennes. Dans la nuit du 19 septembre, les troupes soviétiques en retraite font sauter des centrales électriques, des stations d'eau, des usines et des ponts sur le Dniepr. Le soir même, la ville est conquise par les Allemands qui occuperont Kiev pendant 778 jours.
Le 24 septembre 1941, des charges explosives déclenchées par les Soviétiques détruisent la majeure partie des immeubles de Khrechtchatyk et du centre-ville. Les incendies qui s'ensuivent ne peuvent être contrôlés par les Allemands, les bolcheviks ayant coupé les tuyaux d'alimentation en eau et embarqué les camions de pompiers. Les incendies vont se prolonger pendant plusieurs semaines. 
En 1942, la puissance occupante renomme la rue Khrechtchatyk en « Eichhornstraße », en l'honneur du général prussien et gouverneur militaire de l'Ukraine en 1918, Hermann von Eichhorn.

### Reconstruction
En 1943, après la libération de la ville par l'Armée rouge, des travaux commencent pour déblayer les décombres en vue d'une reconstruction.
Un concours pour le projet de restauration de Khrechtchatyk est annoncé le 22 juin 1944, visant la construction de bâtiments administratifs, d'un théâtre et de plusieurs hôtels. Le concours organisé était inhabituel: il comportait une partie ouverte et une partie fermée. Dans le cadre du concours ouvert, quatre prix sont décernés : un premier de 40 000 roubles, un second de 30 000, un troisième de 20 000 et le quatrième de 10 000 roubles. La partie fermée du concours est réservée à de célèbres architectes soviétiques, chaque lauréat se voyant attribuer 100 000 roubles. À la fin de l'année 1944, 22 projets de reconstruction de la rue principale de Kiev avaient été élaborés : neuf dans le cadre du concours ouvert, onze pour le concours fermé et deux soumis hors concours.
Au deuxième tour du concours, trois groupes d'architectes sont invités à participer, respectivement sous les directions d'Alexandre Vlassov, Alexeï Tatsi et Vladimir Zabolotny. Mais Zabolotny, critiqué au niveau gouvernemental pour ne pas utiliser les formes du baroque ukrainien, est finalement écarté du concours.
En 1948, le projet final est confié au groupe d'Alexandre Vlassov. Mais Vlassov étant transféré à Moscou en 1949 pour y être architecte en chef, c'est Anatoly Dobrovolsky qui devient architecte en chef de Kiev. Selon ses plans, Khrechtchatyk doit devenir une large voie de circulation dont la distance entre les bâtiments atteint 200 mètres dans certaines sections.

### Époque moderne
À l'ère de l'Ukraine indépendante, Khrechtchatyk devient un lieu incontournable pour les visiteurs venant découvrir la ville. La circulation dans la rue est bloquée les samedis, dimanches et jours fériés et des concerts en plein air s'y déroulent. Le 24 août de chaque année, l'avenue accueille un défilé militaire. De juillet à août 2001, la place de l'Indépendance est remodelée, plusieurs monuments y sont érigés et le centre commercial souterrain Globus y est ouvert.
Dans le même temps, Khrechtchatyk, avec la place de l'Indépendance, devient un lieu de protestations. Ainsi, à l'hiver 2000-2001, des manifestations « L'Ukraine sans Koutchma » ont lieu sur la place Maïdan. En 2004, Khrechtchatyk et la place de l'Indépendance deviennent le centre de la révolution orange. Les manifestations s'y déroulant de novembre 2013 à février 2014 sont dramatiques : Khrechtchatyk est barricadée, accueille des tentes et des cuisines de campagne et devient le lieu d'affrontements entre manifestants et forces de l'ordre qui provoquent plus de cent de morts et plusieurs centaines de blessés.
Les 23 et 24 août 2023, Jour du drapeau et de l'indépendance, durant la contre-offensive, des festivités ont eu lieu et des chars militaires russes détruits et capturés par l’armée ukrainienne sont exposés sur l'avenue Khrechtchatyk

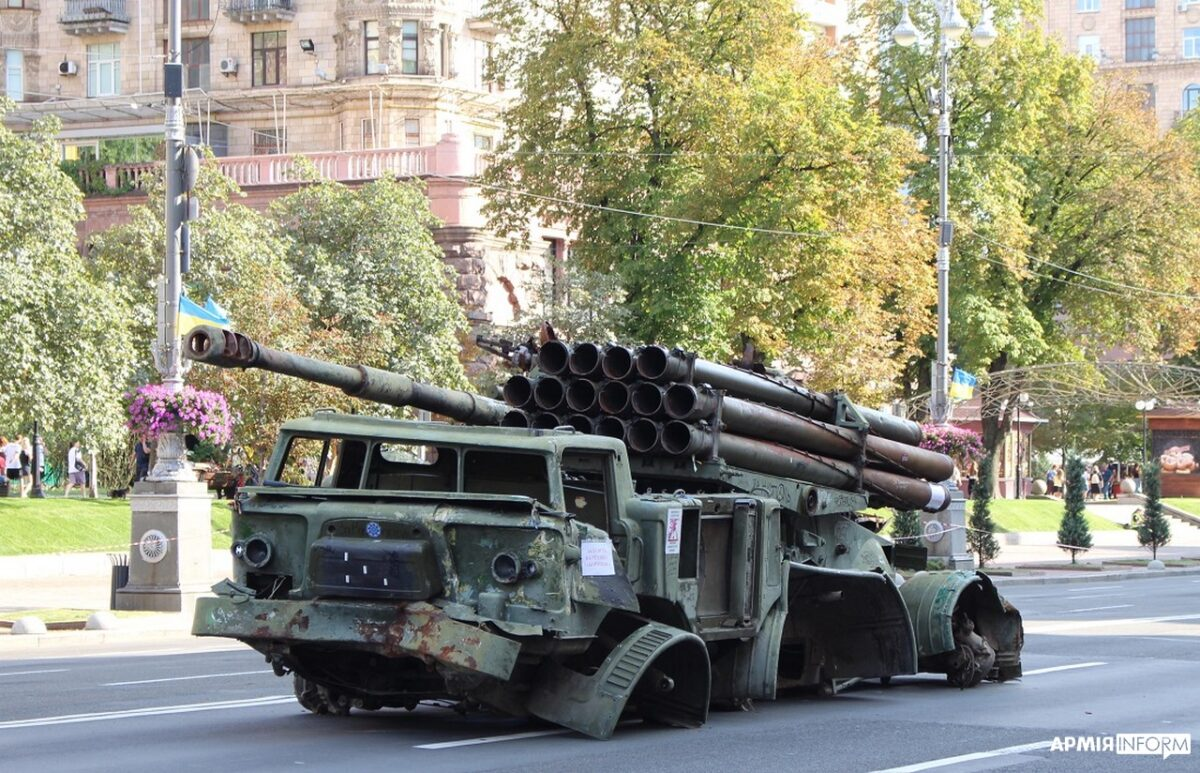
Exposition d'équipements militaires russes détruits et capturés sur la rue Khrechtchatyk, le 24 août 2023 en remplacement du Défilé du Jour de l'indépendance à Kiev.

## Bâtiments remarquables et lieux de mémoire
Le Marché Bessarabsky.

Bâtisse
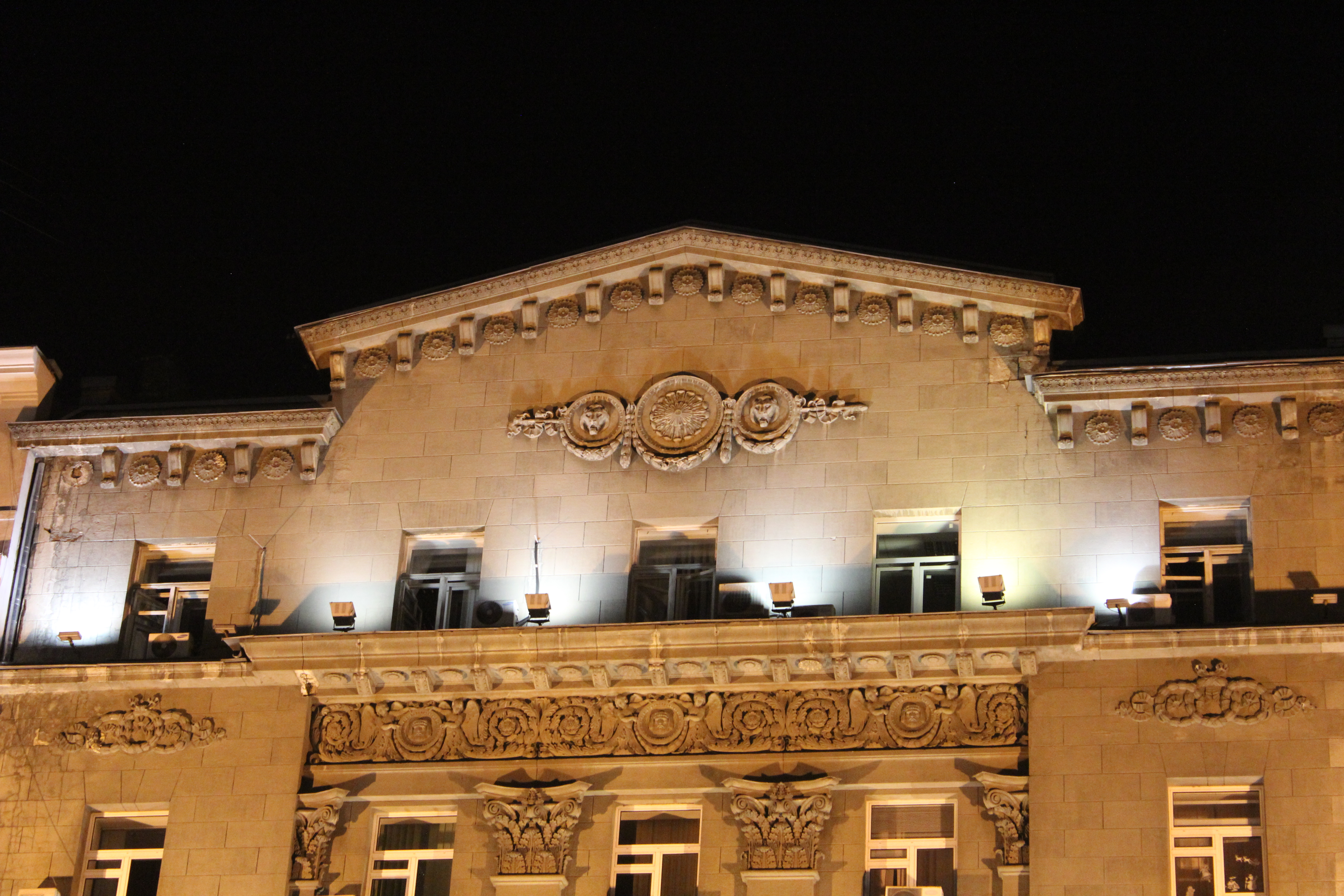
au no 10 classée[5],
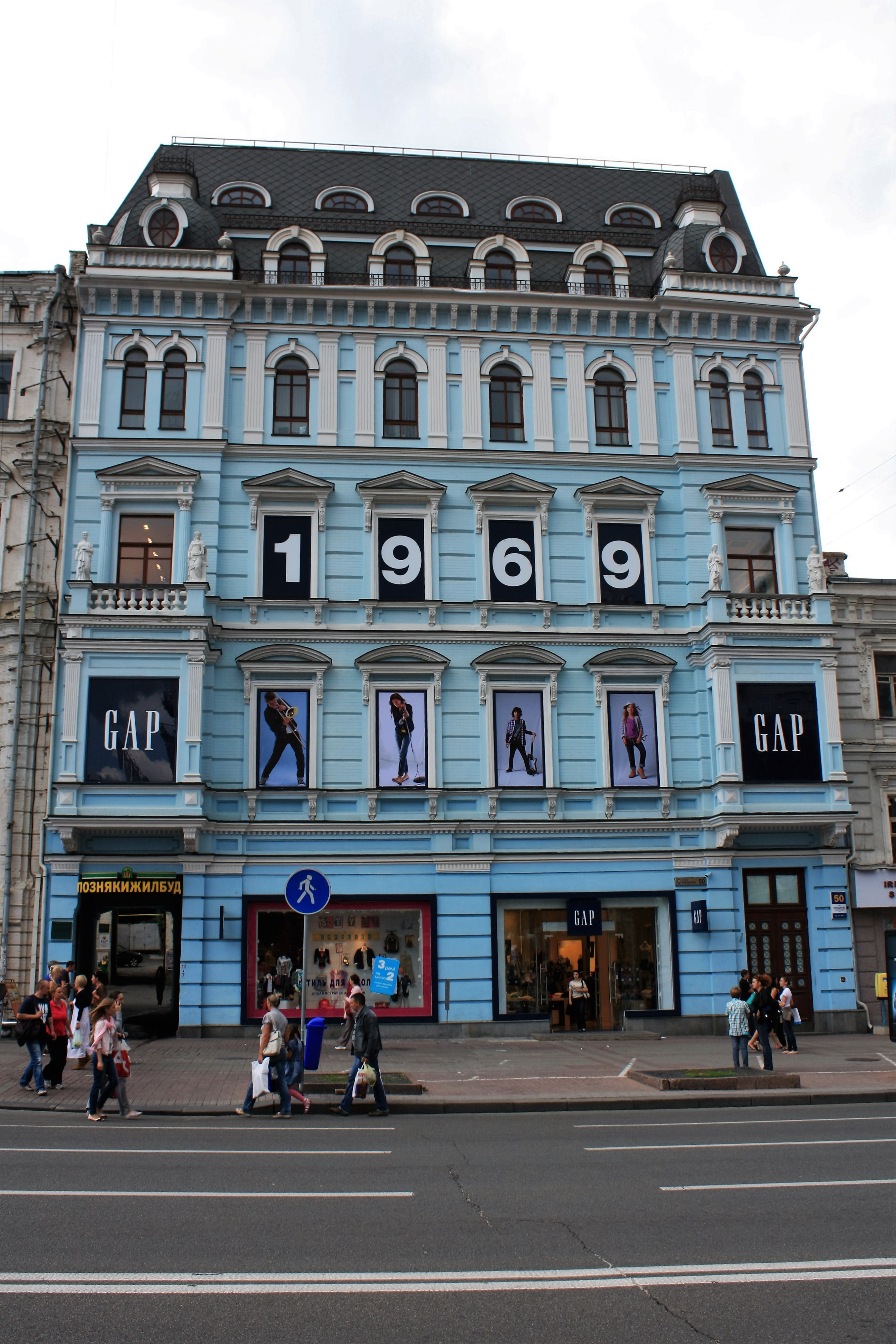
au no 50 classée[6],
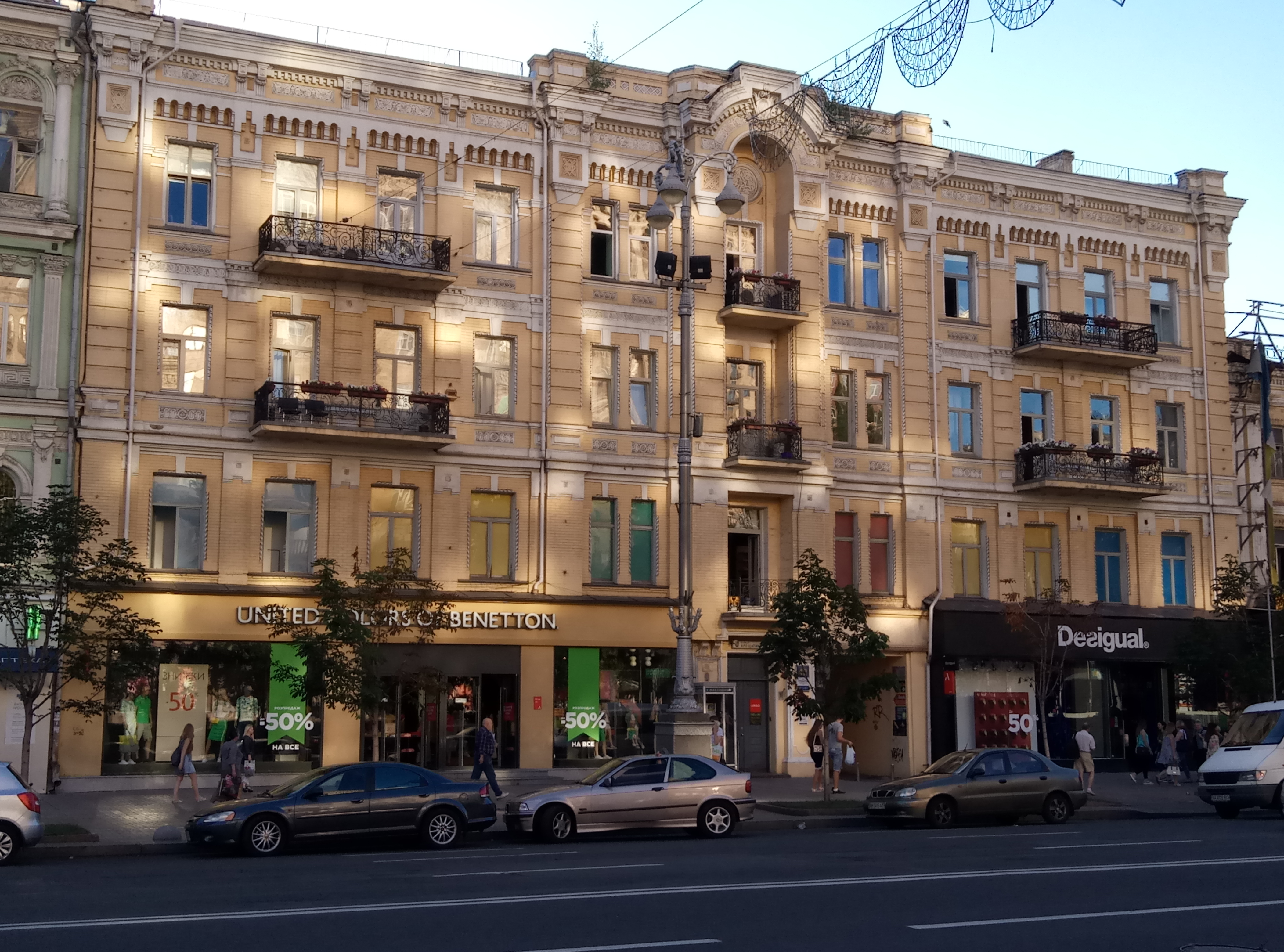
au no 42 classée[7].